# 노해로
노해로(蘆海路)는 서울특별시 강북구 수유동 수유사거리에서 노원구 상계동 상계6·7동주민센터 삼거리를 잇는 도로로, 이전 도로명인 쌍문동길과 노해길로 불리기도 한다. 도로명은 이 도로가 지나는 지역의 옛 행정 구역의 이름인 경기도 양주군의 노해면에서 따 왔다.

## 역사
- 1984년 11월 7일 도봉구 수유동에서 쌍문동의 구간을 쌍문동길로 지정
- 1993년 7월 23일 도봉구 창동에서 노원구 상계동의 구간을 노해길로 지정
- 2010년 4월 22일 쌍문동길과 노해길을 합쳐 노해로로 지정

## 통과 구간
서울특별시
- 강북구

수유사거리(도봉로, 덕릉로) - 광산사거리(한천로) - 쌍문교(우이천)
- 도봉구

쌍문교(우이천) - 쌍문3파출소사거리(우이천로) - 숭미초교앞삼거리(시루봉로) - 정의여중입구사거리(도봉로) - 창원초교오거리(해등로) - 이마트사거리(이마트 창동점, 창동역) - 창동지하차도 - 도봉경찰서사거리(마들로) - 창동교(중랑천)
- 노원구

창동교(중랑천) - 창동교 교차로(동부간선도로) - 노원역(7호선 역사) - 상계6·7동주민센터삼거리(노원로)